# Tree Hill
Tree Hill er en fiktiv by, hvor handlingen i The CWs tv-serie One Tree Hill foregår. Tree Hill er en lille by, som ligger i New Brunswick County, North Carolina. One Tree Hill er faktisk filmet i Wilmington, North Carolina. 
| Fiktion | Spire Denne artikel om en historie eller noget fiktivt er en spire som bør udbygges. Du er velkommen til at hjælpe Wikipedia ved at udvide den. |